# Carl Stamm

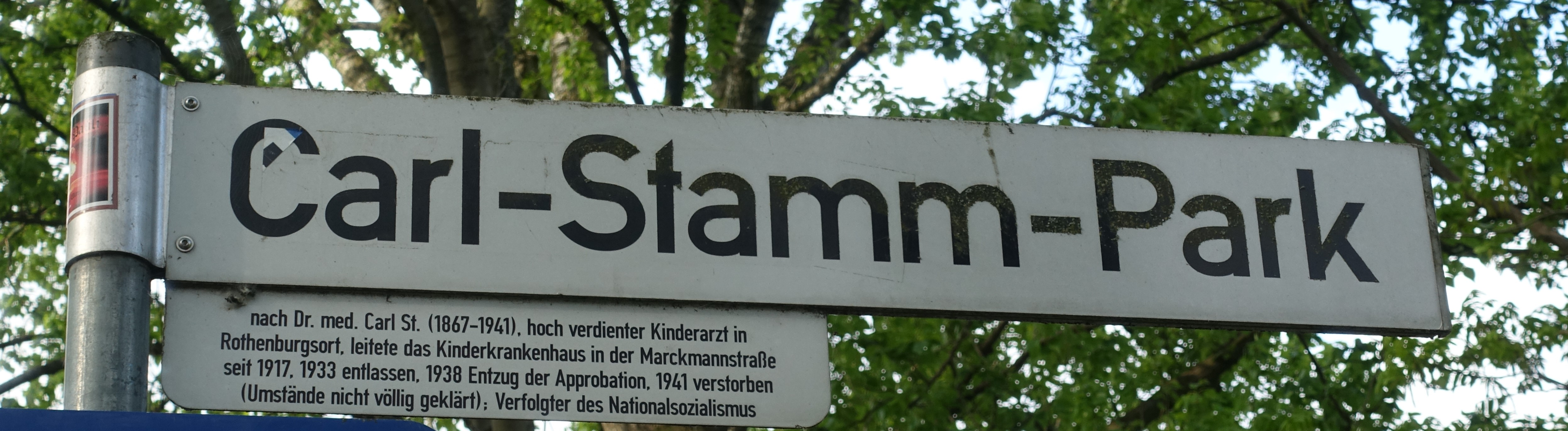
Schild Carl-Stamm-Park in Hamburg-Rothenburgsort

Carl Stamm (* 15. März 1867 in Hedemünden; † 28. Oktober 1941 in Hamburg) war ein deutscher Kinderarzt jüdischer Herkunft.

## Leben und Werk
Stamm studierte an der Georg-August-Universität Göttingen, der Ludwig-Maximilians-Universität München und der Friedrich-Wilhelms-Universität zu Berlin Medizin. 1890 wurde er in Göttingen zum Dr. med. promoviert. Anschließend absolvierte er von 1891 bis 1893 seine Facharztausbildung an Krankenhäusern in Berlin und Hamburg. Ab 1898 leitete er die im selben Jahr von ihm mitgegründete Kinderpoliklinik in Rothenburgsort. Aus ihr ging das Kinderkrankenhaus Rothenburgsort hervor, in dem er bis 1933 als Chefarzt fungierte. 1928 verlieh ihm der Senat der Freien und Hansestadt Hamburg in Anerkennung seines langjährigen ärztlichen Wirkens in Rothenburgsort die zwei Jahre zuvor gestiftete und bis heute verliehene Medaille für treue Arbeit im Dienste des Volkes. Im Frühjahr 1933 musste er wegen seiner jüdischen Herkunft das Krankenhaus verlassen. Bis zur Aberkennung seiner Approbation 1938 konnte er noch eine eigene Praxis betreiben. Als seine Frau und er 1941 deportiert werden sollten, nahmen sich die Eheleute das Leben.

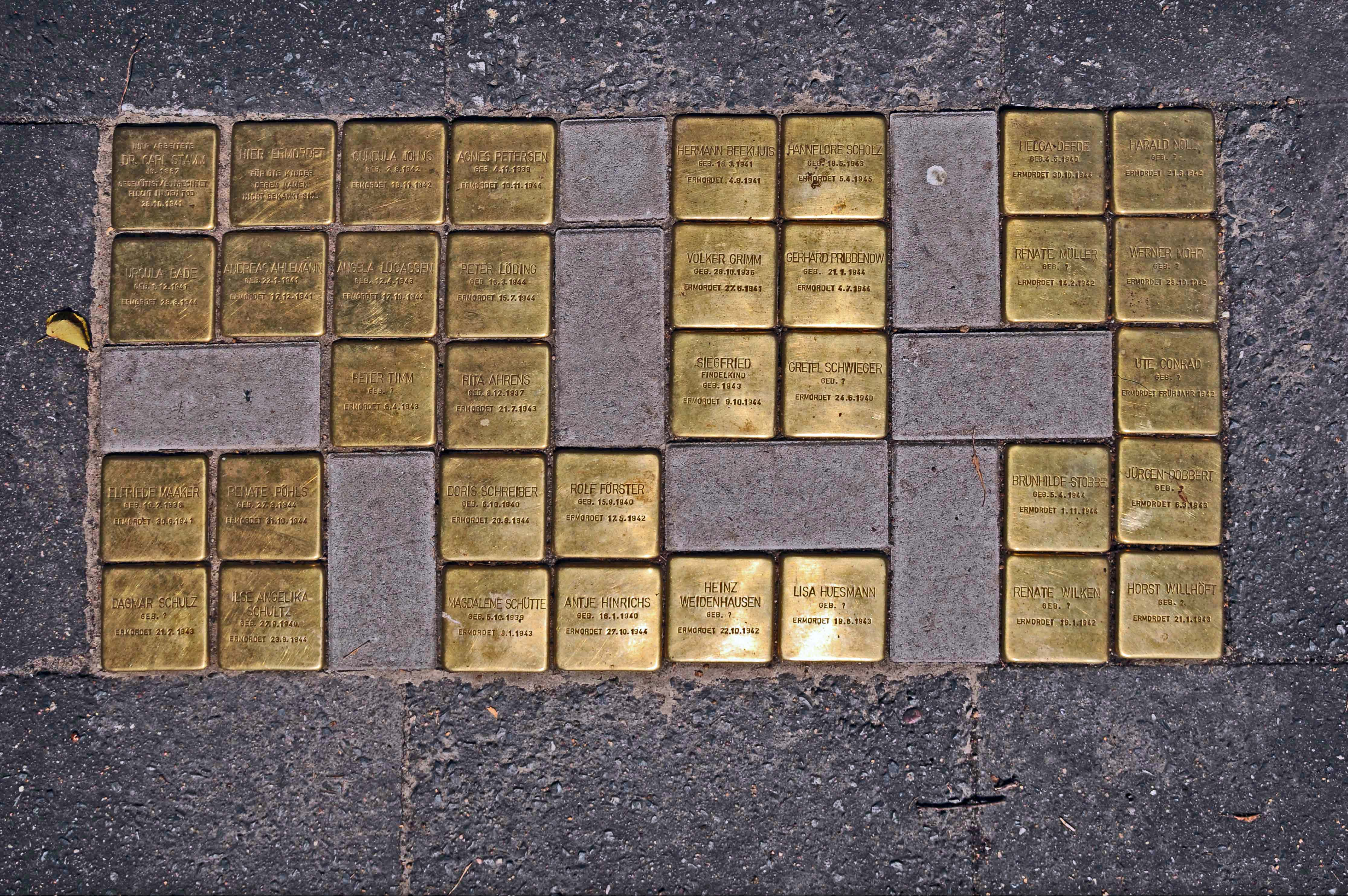
Stolpersteine zur Erinnerung an die im Kinderkrankenhaus Rothenburgsort ermordeten Kinder, Gedenkstein für Dr. Carl Stamm (oben links)

2010 wurde der Hexenpark in Rothenburgsort in Carl-Stamm-Park umbenannt.

## Schriften
- Über Pylorusstenose im Säuglingsalter. Archiv für Kinderheilkunde, Band 38/39, 1904, S. 175ff.